# Natalia Avelon

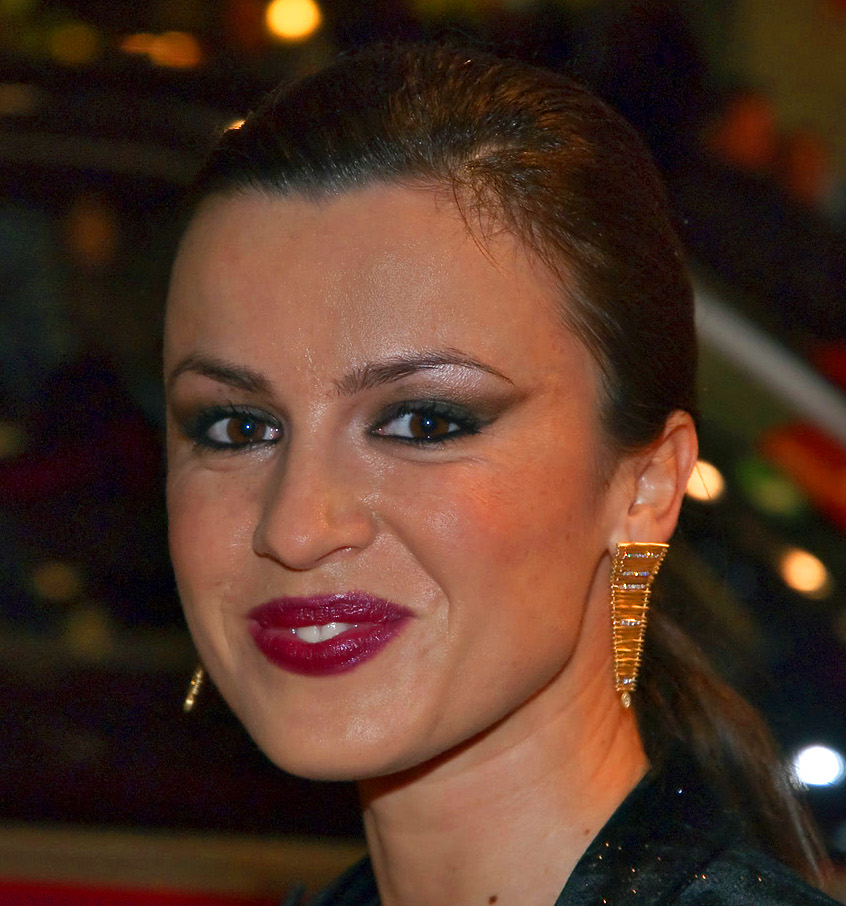
Natalia Avelon

Natalia Avelon (n. 29 martie 1980, Wrocław, Republica Populară Polonă, ca Natalia Siwek), este o actriță și cântăreață germană de origine poloneză, care a copilărit în Ettlingen.

## Date biografice
Când avea 8 ani, părinții ei vin în Germania și se stabilesc în districtul Karlsruhe, acolo ea învață germana. Din tinerețe este atrasă de artele dramatice, ea lucrează un timp ca fotomodel și studiază dramaturgia în München. Ca și actriță debutează în serialul Verbotene Liebe, vor urma o serie de filme printre care mai importante sunt: "Der Schuh des Manitu" (Mocasinul lui Manitu), Das wilde Leben (Viață sălbatecă). Ea publică  albumul muzical "The Golden Foretaste of Heaven".

## Filmografie (selectată)

### Filme cinematografice
- 2002: Der Schuh des Manitu
- 2007: Das wilde Leben
- 2008: Far Cry
- 2008: 80 Minute
- 2011: Gegengerade – Niemand siegt am Millerntor

### Filme TV
- 2001: Der Club der grünen Witwen
- 2002: Der weiße Hirsch (film scurt)
- 2004: Prinz und Paparazzi
- 2007: Das Echo der Schuld
- 2009: So ein Schlamassel
- 2010: Kreutzer kommt
- 2010: Mordkommission Istanbul – Die steinernen Krieger

### Seriale TV
- 1999: Streit um drei
- 2001: Verbotene Liebe, ca Janina Kirsch
- 2002: Zwei Engel auf Streife – Wodka auf Ex
- 2002: Rosa Roth – Geschlossene Gesellschaft
- 2003: Der Bulle von Tölz – Süße Versuchung
- 2003: Marienhof, ca Constanze Vinotti
- 2005: Ein Fall für zwei – Die schöne Tote
- 2005: Sturm der Liebe
- 2005: Bewegte Männer – Die Oberweitenreform
- 2008: Tatort – Tod einer Heuschrecke
- 2010: Kommissar LaBréa

## Distincții
- 2008: DIVA-Award - New Talent of the Year